# جشنواره بین‌المللی فیلم کوتاه تهران
جشنواره‌ی بین‌المللی فیلم کوتاه تهران به‌عنوان برجسته‌ترین جشنواره‌ی فیلم کوتاه در ایران تلقی می‌شود. این جشنواره همواره از سوی انجمن سینمای جوانان ایران برگزار شده و تاکنون چهل و یکمین دورهٔ آن سپری شده است.
این جشنواره جز جشنواره‌های مورد تایید آکادمی علوم و هنرهای سینما (جوایز اسکار) شده است. این اولین باری است که‌ جشنواره‌ای ایرانی مورد تایید اسکار قرار می‌گیرد.

## تاریخچهٔ جشنوارهٔ بین‌المللی فیلم کوتاه تهران
در سال‌های ۱۳۶۰ تا ۱۳۶۳ جشنواره‌های فیلم کوتاه با عنوان «بخش ۸ و ۱۶ م. م» در جشنواره فجر برگزار گردید.
از سال ۱۳۶۵ با پاگرفتن «انجمن سینمای جوانان ایران» به طور رسمی این جشنواره توسط انجمن برگزار شد و نام آن به جشنواره «سینمای جوان» تغییر یافت. (در دو زیرمجموعه فیلم و عکس) ششمین جشنواره سینمای جوان در فروردین ماه ۱۳۶۷ در دو بخش فیلم و عکس برگزار شد و بالاخره در سال ۱۳۷۵ همزمان با سیزدهمین جشنواره سراسری سینمای جوان جشنواره عنوان بین‌المللی را نیز از آن خود کرد.
در سال ۱۳۷۶ جشنواره بین‌المللی سینمای جوان علاوه بر زیرمجموعه فیلم و عکس بخش فیلمنامه را نیز در دل خود جای داد و ۲ دوره به این شکل برگزار شد تا اینکه سال ۱۳۷۸ شانزدهمین جشنواره بین‌المللی سینمای جوان اختصاصاً به فیلم پرداخت.
نهایتاً با شکل گرفتن جشنواره‌های استانی و منطقه‌ای سینمای جوان و نام و رسمی که این جشنواره در سطح جهان پیدا کرد، از سال ۱۳۸۲ نام آن به «جشنواره بین‌المللی فیلم کوتاه تهران» تغییر یافت.از آخرین جشنواره های استانی و منطقه ای سینمای جوان می توان به جشنواره آسوریک اشاره کرد که در سیستان و بلوچستان در تاریخ دی ماه سال ۱۳۹۸ برگزار شد . 

## نامزدها و برندگان دوره‌های مختلف
| دوره‌ی چهل و یکمین (۱۴۰۳) | دوره‌ی چهل و یکمین (۱۴۰۳)                              | دوره‌ی چهل و یکمین (۱۴۰۳)               | دوره‌ی چهل و یکمین (۱۴۰۳)                         | دوره‌ی چهل و یکمین (۱۴۰۳)                             |
|                          | بهترین فیلم بخش داستانی                               | بهترین فیلم بخش تجربی                  | بهترین فیلم بخش مستند                            | بهترین فیلم بخش انیمیشن                              |
| ------------------------ | ----------------------------------------------------- | -------------------------------------- | ------------------------------------------------ | ---------------------------------------------------- |
| . مسابقه سینمای ایران    | . زیر سایه بلوط . کارگردان: حسین الهیاری              | . ایلی‌ها . کارگردان: رضا دانش‌پژوه      | . پورزال . کارگردان: ماریا ماوتی و احسان فرخی‌فرد | . در سایه سرو . کارگردان: شیرین سوهانی و حسین ملایمی |
| . بخش بین‌المللی          | . یک فیلم کوتاه درباره بچه‌ها . کارگردان: ابراهیم حندل | . شعری که خواندیم . کارگردان: آنی سکاب | . پورزال . کارگردان: ماریا ماوتی و احسان فرخی‌فرد | . در سایه سرو . کارگردان: شیرین سوهانی و حسین ملایمی |

| دوره‌ی سی و هشتم (۱۴۰۰) | دوره‌ی سی و هشتم (۱۴۰۰)                           | دوره‌ی سی و هشتم (۱۴۰۰)                            | دوره‌ی سی و هشتم (۱۴۰۰)                    | دوره‌ی سی و هشتم (۱۴۰۰)                  |
|                        | بهترین فیلم بخش داستانی                          | بهترین فیلم بخش تجربی                             | بهترین فیلم بخش مستند                     | بهترین فیلم بخش انیمیشن                 |
| ---------------------- | ------------------------------------------------ | ------------------------------------------------- | ----------------------------------------- | --------------------------------------- |
| . مسابقه سینمای ایران  | . مورس . کارگردان: روناک جعفری                   | . چگونه منتظر گودو باشیم . کارگردان: عرشیا زینعلی | . صندلی . کارگردان: محمد مهدی شاهین       | . گذشته . کارگردان: حمید محمدی          |
| . بخش بین‌المللی        | . روز، ورای روزمرگی است . کارگردان: دامیان کوکور | . تعیین هویت . کارگردان: ژان فرانسوا کامینز       | . تنها نخواهم ماند . کارگردان: یاسر طالبی | . به رود قدم بگذار . کارگردان: ما ویجیا |

| دوره‌ی سی و هفتم (۱۳۹۹) | دوره‌ی سی و هفتم (۱۳۹۹)                      | دوره‌ی سی و هفتم (۱۳۹۹)                                    | دوره‌ی سی و هفتم (۱۳۹۹)                    | دوره‌ی سی و هفتم (۱۳۹۹)                  |
|                        | بهترین فیلم بخش داستانی                     | بهترین فیلم بخش تجربی                                     | بهترین فیلم بخش مستند                     | بهترین فیلم بخش انیمیشن                 |
| ---------------------- | ------------------------------------------- | --------------------------------------------------------- | ----------------------------------------- | --------------------------------------- |
| . مسابقه سینمای ایران  | . اسب سفید بالدار . کارگردان: مهیار ماندگار | . آداپت . کارگردان: کمال کچوییان                          | . فرزندان خونیار . کارگردان: آرمان قلی‌پور | . آتش سرخ . کارگردان: مونا عبداله شاهی  |
| . بخش بین‌المللی        | . شب بخیر . کارگردان: آنتونی انتی           | هیأت داوران در این بخش اثری را شایسته دریافت جایزه ندانست | . کاک ئیرج . کارگردان: جمشید فرج‌وند       | . شمع . کارگردان: ماری ریبا، آنا سولانس |

| دوره‌ی سی و ششم (۱۳۹۸) | دوره‌ی سی و ششم (۱۳۹۸)                  | دوره‌ی سی و ششم (۱۳۹۸)                                                                      | دوره‌ی سی و ششم (۱۳۹۸)                           | دوره‌ی سی و ششم (۱۳۹۸)              |
|                       | بهترین فیلم بخش داستانی                | بهترین فیلم بخش تجربی                                                                      | بهترین فیلم بخش مستند                           | بهترین فیلم بخش انیمیشن            |
| --------------------- | -------------------------------------- | ------------------------------------------------------------------------------------------ | ----------------------------------------------- | ---------------------------------- |
| . مسابقه سینمای ایران | . عزیز . کارگردان: سیدمهدی موسوی بَرزُکی | . وقتی «زنی که کنار گلدانِ پُرگلی نشسته» بعد از ۱۵۴ سال خسته می‌شود. . کارگردان: شهریار حنیفه | . آنجا که باد می‌وزد . کارگردان: مینا مشهدی مهدی | . کلاف . کارگردان: ملیحه غلام‌زاده  |
| . بخش بین‌المللی       | . نهایتِ راحتی . کارگردان: کیرسیکا ساری | . مکان‌ها . کارگردان: کلودیا بارال ماگاس                                                    | . تاریخچه گرگ‌ها . کارگردان: آگنیس منگ           | . مهاجرت . کارگردان: نیکولا مایداک |

| دوره‌ی سی و پنجم (۱۳۹۷) | دوره‌ی سی و پنجم (۱۳۹۷)            | دوره‌ی سی و پنجم (۱۳۹۷)                    | دوره‌ی سی و پنجم (۱۳۹۷)                                                                                 | دوره‌ی سی و پنجم (۱۳۹۷)                   |
|                        | بهترین فیلم بخش داستانی           | بهترین فیلم بخش تجربی                     | بهترین فیلم بخش مستند                                                                                  | بهترین فیلم بخش انیمیشن                  |
| ---------------------- | --------------------------------- | ----------------------------------------- | --- | ---------------------------------------- |
| . مسابقه سینمای ایران  | . در بِین . کارگردان: علی‌یار راستی | . نبودن . کارگردان: پویا رضی              | . جوکر (تندیس مشترک) . کارگردان: سجاد ایمانی . داستان عروسک‌ها (تندیس مشترک) . کارگردان: سیدمصطفی فخاری | . روباه . کارگردان: صادق جوادی           |
| . بخش بین‌المللی        | . وحشی . کارگردانان: جرمی کومته   | . نهایتِ کیمیا . کارگردانان: استیسی استیرز | . و تابستان چه می‌گوید . کارگردانان: پایال کاپادیا                                                      | . آگورو . کارگردانان: دیوید دوتلواسکو سا |

| دوره‌ی سی و چهارم (۱۳۹۶) | دوره‌ی سی و چهارم (۱۳۹۶)                | دوره‌ی سی و چهارم (۱۳۹۶)                | دوره‌ی سی و چهارم (۱۳۹۶)          | دوره‌ی سی و چهارم (۱۳۹۶)                  |
|                         | بهترین فیلم بخش داستانی                | بهترین فیلم بخش تجربی                  | بهترین فیلم بخش مستند            | بهترین فیلم بخش انیمیشن                  |
| ----------------------- | -------------------------------------- | -------------------------------------- | -------------------------------- | ---------------------------------------- |
| . مسابقه سینمای ایران   | . حیوان . کارگردان: بهمن و بهرام ارک   | . کابوس‌نامه . کارگردان: فرهاد غلامی    | . جمعه‌قالی . کارگردان: مهدی اسدی | . ایکی . کارگردان: پرستو کاردگر          |
| . بخش بین‌المللی         | . آندرو . کارگردان: تورنیکه گورنیچیانی | . کل به جزء . کارگردان: سید وحید حسینی | . جمعه‌قالی . کارگردان: مهدی اسدی | . راه بی‌پایان . کارگردان: کارپیزو دودیگو |

| دوره‌ی بیست و هشتم (۱۳۹۰) | دوره‌ی بیست و هشتم (۱۳۹۰)                                                                                | دوره‌ی بیست و هشتم (۱۳۹۰)          | دوره‌ی بیست و هشتم (۱۳۹۰)                 | دوره‌ی بیست و هشتم (۱۳۹۰)                           |
|                          | بهترین فیلم بخش داستانی                                                                                 | بهترین فیلم بخش تجربی             | بهترین فیلم بخش مستند                    | بهترین فیلم بخش انیمیشن                            |
| ------------------------ | --- | --------------------------------- | ---------------------------------------- | -------------------------------------------------- |
| . مسابقه سینمای ایران    | . بارباکان (تندیس مشترک) . کارگردان: بارتلومیج زمودا . سکوت حقیفت (تندیس مشترک) . کارگردان: پوریا مرادی | . دیلیت . کارگردان: کاظم ملایی    | . چرخ‌نان . کارگردان: حسین نظری           | . کیمیاگر . کارگردان مهدی خرمیان                   |
| . بخش بین‌المللی          | . بارباکان . کارگردان: بارتلومیج زمودا                                                                  | . سیاره زد . کارگردان: موموکو ستو | . ال نینو میگوئل . کارگردان: ناچو مارتین | . می‌خوام برم دیزنی لند . کارگردان: آنتوئین بلاندین |

| دوره‌ی بیست و ششم (۱۳۸۸) | دوره‌ی بیست و ششم (۱۳۸۸)                              | دوره‌ی بیست و ششم (۱۳۸۸)       | دوره‌ی بیست و ششم (۱۳۸۸)                | دوره‌ی بیست و ششم (۱۳۸۸)                     |
|                         | بهترین فیلم بخش داستانی                              | بهترین فیلم بخش تجربی         | بهترین فیلم بخش مستند                  | بهترین فیلم بخش انیمیشن                     |
| ----------------------- | ---------------------------------------------------- | ----------------------------- | -------------------------------------- | ------------------------------------------- |
| . مسابقه سینمای ایران   | . تمام وسایل شخصی من جابجا شده . کارگردان: هومن سیدی | . منها . کارگردان: کاظم ملایی | . مرغ سحر . کارگردان: مهدی باقری       | . گرک و میش . کارگردان: محمدعلی سلیمان زاده |
| . بخش بین‌المللی         | . آخرین لذت بزرک . کارگردان: سیمون هیپ کینز          | . منها . کارگردان: کاظم ملایی | . نام تو چیست . کارگردان: جورجز سالامه | . چهره . کارگردان: فرانک کاکو               |